# KPK Korčula
El Korčulanski plivački klub, conegut també com a KPK, és un club de waterpolo de la ciutat de Korčula, a Croàcia.
El 1979, amb la victòria a la final de la Recopa d'Europa, van convertir la ciutat de Korčula en la ciutat europea més petita en obtenir un títol europeu en esports d'equip.

## Palmarès
- Recopa d'Europa
  - Campions (1): 1978-79
- Supercopa d'Europa
  - Finalistes (1): 1979
- Copa iugoslava
  - Campions (1): 1978